# Torben Bech Jensen
Torben Bech Jensen (26 de enero de 1973) es un deportista danés que compitió en remo. Ganó una medalla de oro en el Campeonato Mundial de Remo de 1995, en la prueba de ocho con timonel ligero.

## Palmarés internacional
| Campeonato Mundial | Campeonato Mundial  | Campeonato Mundial | Campeonato Mundial      |
| Año                | Lugar               | Medalla            | Prueba                  |
| ------------------ | ------------------- | ------------------ | ----------------------- |
| 1995               | Tampere (Finlandia) | Medalla de oro     | Ocho con timonel ligero |